# Haut-Martelange
Pour l’article homonyme, voir Martelange.
Haut-Martelange (luxembourgeois : Uewermaarteleng, allemand : Obermartelingen) est un village luxembourgeois de l'ancienne commune de Perlé, situé dans la commune de Rambrouch dans le canton de Redange.
La localité est connue pour ses anciennes ardoisières.

## Industrie ardoisière au Luxembourg
Au XVIIIe siècle, dans la vallée actuelle de Haut-Martelange, il n'y avait pas encore de village. Sur la Carte de Ferraris de 1778 se trouvait seulement une scierie au confluent des deux rivières Detterbach et Geschléck qui s'y déversent dans la Rombach. La fin du XVIIIe siècle va cependant voir la naissance des premières petites ardoisières de la vallée. Cette évolution fut influencée par la Révolution française. Avec la fin de l'Ancien Régime, les ardoisières du bassin de Fumay, une région où l'extraction de l'ardoise remonte jusqu'au Moyen Âge, connurent des problèmes d'exportation d'ardoises à la suite desquels nombre d'entre elles a dû fermer ses portes. Avec l'annexion de Napoléon de nos régions, deux familles exploitants d'ardoisières à Fumay, s'installèrent dans la région de Martelange et ouvrirent les premiers puits et galeries d'extraction souterraine de l'ardoise. Les concessions pour extraire l'ardoise sur le site actuel de Haut-Martelange appartenaient en général et jusqu'en 1890 à quelques familles notables de la région qui disposaient d'un certain capital d'investissement.
Au cours d'un siècle et à la suite de l'exploitation de l'ardoise, le terrain de la vallée fut transformé de façon remarquable. En effet, à côté des bâtiments industriels relatifs aux ardoisières, naquirent des maisons d'habitation, fondateurs d'un petit village avec gare. L'exploitation de l'ardoise étant sujette à un taux élevé de déchets, des terrils d'ardoise, tipps parfois gigantesques, se sont tassés autour des chantiers d'extraction. Au fil des années ces terrils servirent même de fondement pour la construction de nouveaux bâtiments. De cette façon, jusqu'à la fin du XIXe siècle, le site industriel s'élevait de plusieurs mètres au-dessus du niveau de 1790. Les murs secs en ardoise longeant le chemin principal du village délimitent et renferment aujourd'hui encore ces terrils anciens.
Depuis 1890 et moyennant une politique d'acquisition offensive, la famille Rother originaire de Francfort acquit le quasi-monopole des industries ardoisières sur le terrain du Grand-Duché- exception faite des ardoisières d'Asselborn. Elle disposait du capital nécessaire à l'investissement dans la technologie de l'industrialisation et savait équiper le site en machines à vapeur qui actionnaient pompes, monte-charges et ateliers. La famille Rother devint propriétaire du site et ses descendants firent en sorte de devenir non seulement les maîtres de l'industrie ardoisière mais aussi de tout le village. Ils achetaient non seulement toutes les concessions avec bâtiments industriels mais aussi tous les maisons d'habitation et les terrains de Haut-Martelange. Ils firent repeindre leurs bâtiments en blanc-vert, marquant ainsi toutes leurs propriétés de Haut-Martelange et de la région rattachées aux ardoisières de Haut-Martelange. Un facteur important de développement de l'industrie ardoisière fut le raccordement du site au chemin de fer en 1890 à travers la ligne de Noerdange à Martelange surnommée Jhangeli. La station du chemin de fer cantonal à voie étroite Jhangeli en est le témoin aujourd'hui encore. Le chemin de fer rendit possible l'exportation des ardoises en grande quantité, facteur important favorisant l'industrialisation de l'exploitation ardoisière. En effet toutes les petites ardoisières qui ne connurent pas le raccordement à la ligne furent fermées jusqu'en 1914.
Avec la mort de Christiane Rother en 1985, s'éteint la lignée directe de la famille Rother de Haut-Martelange qui habitait la villa Rother avec parc, propriété privée reliée au site par un petit pont au-dessus du chemin principal du bourg. 1986 fut l'année de fermeture définitive de la firme Ardoisières de Haut-Martelange s.a.. Avec elle l'extraction et l'exploitation de la pierre d'ardoise cessa non seulement sur le terrain des ardoisières de Haut-Martelange mais aussi sur le terrain luxembourgeois en général.
Le village de Haut-Martelange est habité aujourd'hui par des locataires d’antan ou alors par des familles qui ont su acheter au fil des années une des maisons du bourg à la famille Rother. En 1993 la Commune de Rambrouch acheta le site de Haut-Martelange avec l'ensemble des bâtiments appartenant à l'industrie ardoisière, avec la villa Rother et les quelques maisons d'habitation qui faisaient encore partie de la propriété des héritiers Rother. Elle céda de nouveau le site à l'État Luxembourgeois qui en devint propriétaire en 2003. Le site dans son entièreté représente aujourd'hui le Musée de l'Ardoise Haut-Martelange.

## Littérature
- b.w. „Die Schiefergruben in Martelingen. Zeugen einer alten Industriekultur im Norden des Landes.“ Kéisécker 2 (1992): 33-37.
- „Carte Ferraris 1:20k, 1778.“ Administration du Cadastre et de la Topographie, accessed April, 2012, http://map.geoportal.lu/ .
- Friedrich, Evy. „Der blaue Stein: Vom Schiefer und den Schiefergruben.“ Revue 9 (1968): 13- 20.
- Gaspar, Aloyse. „De Jängelchen.“ in Fanfare Holtz: 1968-1993: 125e Anniversaire, 1993, 343-372 (Luxembourg: Imprimerie F.Quintus, 1993).
- „Gesellschaftsakt der Obermosel Dachschiefer- und Plattenwerke s.a.vom 21. Juni 1908, Obermartelingen.“ Memorial du Grand-Duché de Luxembourg 37 (1908): 490-494.
- „Les industries du Grand-Duché: Ardoisières de Haut-Martelange.“ Echo de l'Industrie 10 (1969): 5-7.
- Linden, Raymond. „Die Schiefergruben von Obermartelingen: eine Sehenswürdigkeit Westeuropas.“ Lëtzebuerger Sonndesblad 128 (1995): 10-11.
- Linden, Raymond. „Obermartelingen- 20 Jahre auf dem Weg zum Freilichtmuseum.“ in Am Laf vun der Zäit: Pärel, Houltz, Bungeref, Wolwen, Uewermaartel, Roumicht, Maartel, édité par Amis de la Fleur et Sapeurs-Pompiers Perlé, 234-243 (Pétange: Imprimerie Heintz, 2010).
- Martin, Katrin C. „Luxemburg's Blauer Stein.“ Revue 24 (1949): 462-465.
- Mees, Fränz. „Das Ende einer Industrie: Die Ardoisières de Haut-Martelange machen dicht.“ Revue 38 (1986): 18-21.
- Michels, Daniel. „Das Ende der blauen Epoche: vor 20 Jahren.“ D'Lee: kulturell Zäitschrëft vun der Gemeng Rammerich 1 (2006): 59-63.
- Michels-Lenger, Alice. „De Jangeli- die Schmalspurbahn im Kanton Redingen.“ in DT Jeunesse Niederpallen: 50e anniversaire, 1956-2006, 131-133 (Luxembourg: Éditions Saint-Paul, 2006).
- Nehrenhausen, Jeannot. „De Jhangeli, 1890-1953: Redingens Kampf um die Eisenbahn.“ De Kropemann Nr. spécial (1990): 7-33.
- Ottelé, Jean-Marie. „D'Industriegeschicht vu Lëtzebuerg. Leekollen/Schiefergrouwen zu Lëtzebuerg.“ Last modified 2011. http://www.industrie.lu/.
- Paquet, Alfons. Jubiläumsschrift der Obermosel Dachschiefer- und Plattenwerke A.G., Obermartelingen, Großherzogtum Luxemburg: anlässlich des 40jährigen Betriebsjubiläums. Luxemburg: Imprimerie Victor Bück, 1938.
- Schmit, Camille. Regards sur Martelange. Martelange: Édition du Foyer Culturel, 1992.
- Schmit, Camille. Nouveaux Regards sur Martelange. Martelange: Édition du Foyer Culturel, 1994.
- Schmit, Serge. „Les Ardoisières de Haut-Martelange.“ Travail de fin d'études, promotion (Institut Ste-Marie Arlon,1982-1983).
- Schneider, Edward. „Stamm F: Johanna und Robert I Propach und ihre Nachkommen.“ Last modified 2005. http://schneider-i.com/fuhrmann/PDFs/StammF.pdf.
- „Topographische Karte 1907“. Administration du Cadastre et de la Topographie, accessed April, 2012, http://map.geoportal.lu/.
- Voisin, Léon. Les ardoisières de l'Ardenne. Charleville-Mézières: Éditions Terres Ardennaises, 1987.